# Tteokbokki
Tteokbokki (coreà: 떡볶이), o coca d'arròs a foc lent, és un aliment popular coreà elaborat amb garae-tteok (pastissos d'arròs llargs, blancs i en forma de cilindre) anomenats tteokmyeon (떡면; fideus de pastís d'arròs) o normalment tteokbokki-tteok (떡볶이 떡 ; coques d'arròs tteokbokki). Eomuk (pastissos de peix), ous bullits i cebes tendres són alguns dels ingredients comuns combinats amb tteokbokki als plats. Es pot condimentar amb gochujang picant (pasta de xile) o amb salsa a base de ganjang (salsa de soja) no picant; la primera és la forma més comuna, mentre que la segona és menys comuna i de vegades s'anomena gungjung-tteokbokki (cort reial tteokbokki).
Actualment, les variacions també inclouen curri - tteokbokki, salsa de crema - tteokbokki, jajang -tteokbokki, marisc - tteokbokki, rose-tteokbokki, galbi -tteokbokki, etc. El tteokbokki es compra i es menja habitualment a bunsikjip (bars d'aperitius), així com a pojangmacha (parades al carrer). També hi ha restaurants dedicats al tteokbokki, on es coneix com jeukseok tteokbokki (tteokbokki improvisat). També és un plat casolà popular, ja que el garae-tteok es pot comprar en forma preenvasada i semideshidratada.

## Història
El primer registre sobre tteok-bokki apareix a Siuijeonseo, un llibre de cuina del segle xix, on el plat estava enumerat utilitzant l'ortografia arcaica steokbokgi (ᄯᅥᆨ복기).
Segons el llibre, tteok-bokki era conegut amb diversos noms, com ara tteokjjim (pastissos d'arròs al vapor), tteok-japchae (pastissos d'arròs sofregits) i tteok-jeongol (pastissos d'arròs calents). La versió de la cort reial es va fer amb tteok blanc (pastissos d'arròs), llom, oli de sèsam, salsa de soja, cebolleta, callos, pinyons i llavors de sèsam torrades i mòltes, mentre que el salat tteok-bokki a base de salsa de soja es va fer. a la casa principal del clan Papyeong Yun, on s'elaborava salsa de soja d'alta qualitat. En aquesta versió eren habituals ingredients com les costelles curtes. El nom tteok-bokki també apareix a l'edició revisada i ampliada de Chosŏn mussang sinsik yorijepŏp [ko], on es descriu com un plat salat a base de salsa de soja.
Es creu que la variant picant de tteok-bokki feta amb salsa a base de gochujang va aparèixer per primera vegada l'any 1953. Quan Ma Bok-Lim va participar en l'obertura d'un restaurant coreà-xinès, va deixar caure accidentalment tteok, o pastís d'arròs, que es va lliurar durant l'obertura a jajangmyeon. En adonar-se que tenia un bon gust, va desenvolupar la idea de condimentar tteok amb la salsa coreana de xili, gochujang. Després d'això, va començar a vendre-la a Sindang, que ara s'ha convertit en la variant més comuna de tteok-bokki. En conseqüència, el districte de Sindang és ara conegut pel tteok-boki.
Avui en dia, el típic tteok-bokki que es compra i es menja a bunsikjip (snack bars) i pojangmacha (parades al carrer) són vermells i picants, mentre que la versió no picant a base de salsa de soja es coneix com a gungjung-tteok-bokki (궁중떡볶이). cort reial tteok-bokki). El tteok d'arròs va augmentar en popularitat a mesura que es va desenvolupar l'economia de Corea del Sud, i des de llavors han proliferat diverses versions del plat. Com que abans era un plat de la classe obrera, el tteok de blat sovint es substituïa pel tteok d'arròs.
És conegut com el menjar de carrer representatiu de Corea, però en aquests dies, en el procés de globalització del menjar coreà, s'està produint luxe i diversificació, i també s'està produint una marca basada en el saber fer en cuina. Cada vegada hi ha més botigues d'arreu del món que venen directament tteokbokki, com ara tteokbokki de pasta de pebre vermell coreà per primera vegada en un estadi de futbol americà a casa dels Houston Texans de la NFL.

## Varietats
Igual que altres plats coreans populars, el tteok-bokki ha vist nombroses variacions i fusions. Tradicionalment, al tteok-bokki s'afegien ous bullits i mandu fregit (boles de massa). Ingredients com el marisc, les costelles, els fideus instantanis, els fideus masticables també són addicions habituals al plat.

### Variacions basades en ingredients afegits
Haemul-tteok-bokki, (해물떡볶이;  teok-bokki de marisc) inclou marisc com a ingredient secundari.
Galbi -tteok-bokki (갈비떡볶이;  teok-bokki de costella curta) inclou costelles curtes com a ingredient secundari.
Ra-bokki (라볶이; fideus instantanis tteok-bokki ) i jol -bokki (쫄볶이; fideus masticables tteok-bokki ) són variants similars que afegeixen fideus a tteok-bokki. Ra-bokki afegeix fideus ramyeon (ramen) i jjol-bokki afegeix fideus de blat jjolmyeon masticables.

#### Jeukseok-tteok-bokki
El tteok-bokki tipus Jeongol (olla calenta) s'anomena jeukseok-tteok-bokki (즉석떡볶이 ; in situ tteok-bokki), i es bull en un fogó de taula durant l'àpat. Als restaurants jeukseok-tteok-bokki hi ha una varietat d'afegits, com ara verdures, mandu (boles de massa) i fideus ramyeon o udong. Com que el jeukseok-tteok-bokki sol ser un àpat més que un berenar, sovint es combina amb bokkeum-bap (arròs fregit).

### Variació a base de salsa

#### Gochujang tteokbokki
El tteok-bokki picant i vermell a base de gochujang és un dels aperitius més populars de Corea. Mentre que els dos gungmul-tteok-bokki a l'estil de sopa (국물떡볶이 ; sopa tteok-bokki) i gireum-tteok-bokki sec (기름떡볶이 ; oli tteok-bokki) es gaudeixen habitualment, el primer es considera l'estil estàndard de facto. En el gungmul-tteok-bokki, sovint s'utilitza el brou d'anxova per treure el sabor salat. Sovint s'afegeix Gochugaru (xili en pols) per obtenir calor i color addicionals, mentre que el mullyeot (xarop d'arròs) ajuda amb la dolçor i la consistència. Eomuk (pastissos de peix), ous bullits i ceba tendra tallada en diagonal són addicions habituals al plat. En gireum-tteok-bokki, la barreja de gochugaru (고춧가루;  pols de xile coreà), salsa de soja, sucre o xarop i oli de sèsam sovint substitueix el gochujang (pasta de xile). Els pals de tteok suaus es condimenten amb la barreja de salsa, després es fregeixen en oli de cuina amb un grapat de ceba tendra picada i es serveixen. El mercat de Tongin a Jongno, Seül és famós pel seu gireum-tteok-bokki.
També hi ha moltes variacions en el gochujang tteok-bokki, com ara una versió assaonada amb Perilla leaf|.

#### Gungjung tteokbokki
El tteok-bokki dolç i salat, a base de salsa de soja marró, sovint es coneix com a gungjung-tteok-bokki (궁중떡볶이 ; 'tteokbokki de la cort reial'). La seva història es remunta a un plat de la cort reial abans de la introducció del bitxo a la península coreana a mitjans de l'era Joseon (segles XVII i XVIII). El registre més antic de gungjung tteok-bokki es troba en un llibre de cuina del 1800 anomenat Siuijeonseo. Tenint un gust semblant al japchae (fideus i verdures de vidre sofregits), va ser gaudit pels reials com a banchan i com a berenar. Tot i que el tteokbokki tradicional es feia amb salsa de soja de sopa, que és el tipus tradicional (i en aquell moment, l'únic) de salsa de soja a la Corea premoderna, la salsa de soja regular més dolça ha ocupat el seu lloc en els temps moderns. Altres ingredients tradicionals com ara llom o costelles curtes, oli de sèsam, cebolleta, callos de roca, pinyons i llavors de sèsam torrades i mòltes encara s'utilitzen habitualment al gungjung-tteokbokki modern. També són habituals altres ingredients com ara brots de soja mung, pastanagues, cebes, carbassons coreans secs, alls i bolets Xiitake. El plat se serveix normalment amb guarnició d'ou.

#### Altres variacions
Els tteok-bokki de Gungmul (sopa) que no es basen ni en salsa de soja ni en gochujang també han guanyat popularitat. Hi ha algunes variacions conegudes.
El curry tteok-bokki utilitza una base de curri groc d'estil coreà.
La salsa de crema tteokbokki utilitza una base inspirada en la carbonara. S'utilitzen salsa de nata i cansalada en lloc de gochujang i pastissos de peix.
El Rose tteokbokki porta el nom de la pasta de roses, com a variació. Per a aquest tteokbokki, s'afegeix salsa de nata al tteokbokki bàsic.
Mala tteokbokki és un plat de fusió tteokbokki que utilitza una base inspirada en el malatang xinès. Aquesta variació pot incloure salsa mala, fideus de vidre amples i bok choy a més dels ingredients tradicionals de tteokbokki.
El Jajang-tteokbokki inclou una salsa a base de jajang (pasta de fesols dolços).
El tteokbokki de formatge és una variant en què el tteokbokki està cobert o farcit de formatge. Es ven als bars d'aperitius i també es pot fer fàcilment a casa. Segons les preferències personals, es pot menjar amb condiments com el te verd en pols, les herbes en pols, el sèsam o el julivert.
Fora de Corea, el xangaiès chǎo niángāo (炒年糕 ) és un plat sofregit fet amb pastissos d'arròs semblants a tteok tallats en formes ovalades planes, ceba tendra, vedella, porc i col.

#### Gireum i gyeran tteokbokki
El Gireum tteokbokki (기름떡볶이 ; oli tteokbokki) és una varietat de tteokbokki que es sofregeix amb oli i se serveix amb poca o cap salsa.
Gyeran tteokbokki (계란떡볶이; ou tteokbokki) és una altra variació que no inclou salsa. Només s'utilitzen tteok (pastissos d'arròs), ous, verdures i condiments (principalment sal). Es diferencia del gireum tteokbokki perquè no és picant.

## Galeria

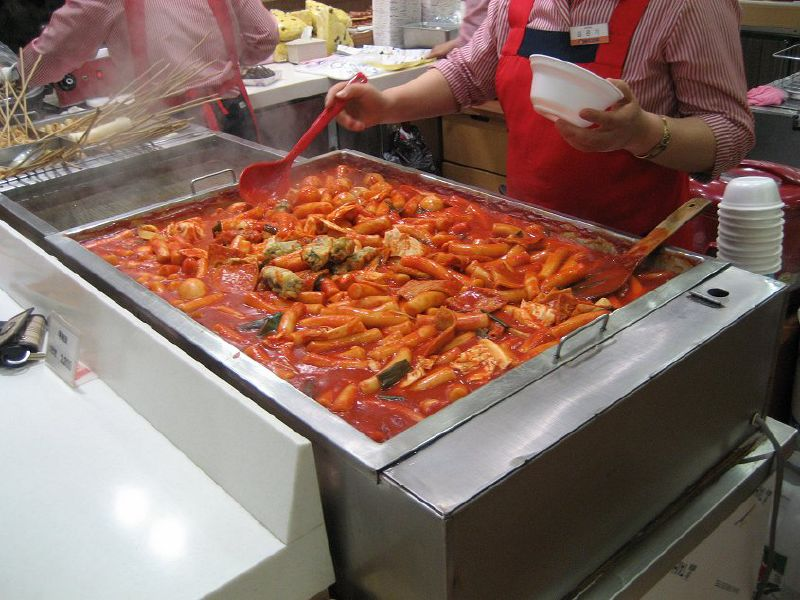
Tteok-bokki en un bunsikjip (snack-bar)
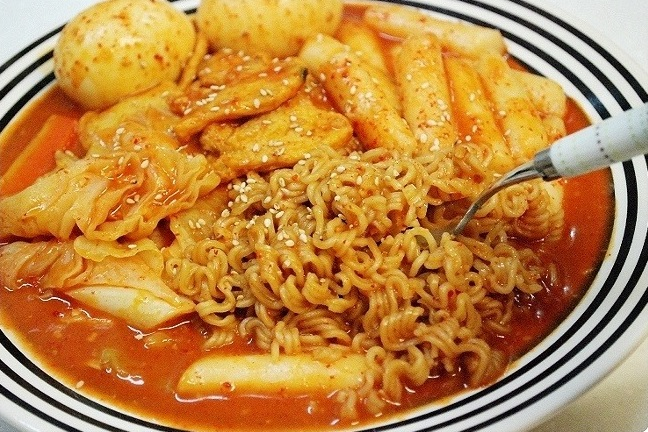
Ra-bokki (tteok-bokki amb fideus Ramen)
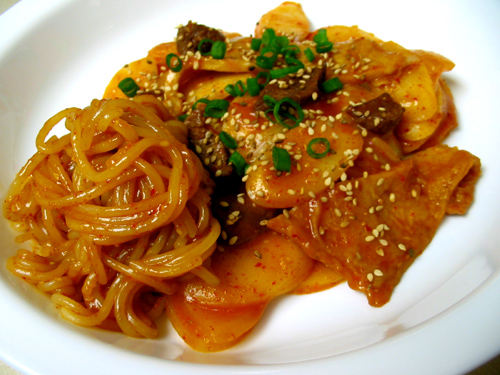
Jjol-bokki (tteok-bokki amb fideus jjolmyeon)